# Скрипели
Скрипели (бел. Скрыпялі) — деревня в Дрогичинском районе Брестской области Белоруссии. Входит в состав Немержанского сельсовета.

## География
Деревня находится в южной части Брестской области, при автодороге Н-683, на расстоянии приблизительно 14 километров (по прямой) к северо-западу от города Дрогичина, административного центра района. Абсолютная высота — 147 метров над уровнем моря. Площадь населённого пункта — 0,4176 км².

## История
В письменных источниках начинает упоминаться начиная с XVI века.
По состоянию на 1905 год, в Скрыпелях проживало 227 человек. В административном отношении деревня входила в состав Именинской волости Кобринского уезда Гродненской губернии.
Согласно Рижскому мирному договору (1921), деревня вошла в состав межвоенной Польши. Входила в состав гмины Именин Дрогичинского повета Полесского воеводства. В 1921 году числилось 104 жителя, проживавших в 23 домах. В этническом составе населения того периода белорусы составляли 100 %. В конфессиональном составе населения преобладали православные христиане (100 %).
С 1939 года в БССР, с 1940 года в составе Немержанского сельсовета.

## Население
По данным переписи 2019 года, в деревне проживало 10 человек.
| Год  | Население, человек |
| ---- | ------------------ |
| 1905 | 227                |
| 1921 | ↘ 104              |
| 1939 | ↗ 240              |
| 1959 | ↘ 184              |
| 1970 | ↘ 163              |
| 1995 | ↘ 65               |
| 2005 | ↘ 42               |
| 2009 | ↘ 22               |
| 2019 | ↘ 10               |